# Kabal (personaggio)
Kabal è un personaggio della serie di videogiochi Mortal Kombat.

## Caratteristiche
Kabal è una sorta di terrorista fanatico, a capo di un gruppo di estremisti conosciuto come Drago Nero, organizzazione finalizzata al rovesciamento di ogni ordine imposto dalle società dei diversi mondi.
Kabal appare come un uomo di mezza età, con il corpo orribilmente deturpato; indossa una maschera che funge da respiratore integrale, conseguenza delle ferite riportate durante uno scontro con le truppe di sterminio del Mondo Esterno (Outworld) capeggiate da Motaro e Baraka, che gli hanno orribilmente sfigurato il volto.

## Storia

### Prima linea temporale
Mortal Kombat 3
Kabal è un membro dell'organizzazione del Dragone Nero, di cui fanno parte anche Kano e Jarek. Durante l'invasione della Terra da parte di Shao Kahn, Kabal viene gravemente sfigurato, trovandosi quindi costretto a indossare una maschera con respiratore. Combatte al fianco delle forze terrestri contro gli invasori per vendicarsi.
Tempo dopo, Kabal incontra Mavado, capo del Dragone Rosso, che lo sconfigge e gli sottrae le spade uncinate, abbandonandolo in punto di morte; sopravvissuto allo scontro, Kabal incontra Havik, un chierico del caos del Chaosrealm.
Mortal Kombat: Deception
Kabal, grazie agli insegnamenti di Havik, ritrova la fiducia in sé stesso e uccide Mavado, riprendendosi le spade uncinate; ciò fatto, rifonda il Dragone Nero con Kira, una trafficante d'armi proveniente dall'Afganistan, e il giovane Kobra, un violento ed esperto lottatore di karate, e con loro attacca la base del Re Dragone, al fine di uccidere sia i guerrieri della Terra, sia quelli degli altri reami.
Mortal Kombat Armageddon
Kabal viene affrontato da Taven, che si è ritrovato nel covo del Drago Nero mentre è alla ricerca della propria spada, e viene sconfitto;
partecipa successivamente alla battaglia tra le Forze della Luce e quelle dell'Oscurità a Edenia, perdendo la vita nel tentativo di scalare la Piramide di Argus.

### Seconda linea temporale
Mortal Kombat IX
Subito si scopre che Kabal, dopo aver lasciato il Dragone Nero, è diventato un agente della SWAT, collega e amico di Striker. Durante l'invasione dal Mondo Esterno, Kabal viene attaccato da Kintaro, riportando gravi ustioni; si risveglia poi nella "Fossa della Carne" dopo essere stato salvato dalla magia di Shang Tsung e curato da Kano; le ferite riportate sono talmente gravi che Kabal rimane orrendamente sfigurato e, di conseguenza, deve avvalersi di una maschera e di un respiratore per sopravvivere. Inoltre Kabal rimane sorpreso nel costatare che Kano, anche lui ex membro del Drago Nero, ha deciso di lasciare la criminalità organizzata per utilizzare le proprie doti di combattente al servizio altrui.
Kabal, rifiuta l'offerta di unirsi alle forze di Shao Khan e sconfigge il suo ex-compagno Kano. Tornato sulla Terra, si allea con Raiden e gli altri guerrieri terrestri dopo aver sconfitto Cyber Sub-Zero; riunitosi ai compagni nella cattedrale, viene attaccato e ucciso da Sindel; la sua anima finisce in mano allo stregone Quan-Chi.
Nel finale, poco prima che Kabal uccida Shao Kahn, quest'ultimo gli danneggia gravemente il respiratore, ciò che lo condurrebbe alla morte; qualche tempo dopo aver ucciso Shao Kahn, Kabal costringe Kano a rivelargli il nome dello scienziato che gli ha creato l'occhio bionico; lo scienziato, un uomo con il volto interamente composto di pezzi di metallo, pretende, in cambio dei propri servigi, che Kabal uccida tutti i nemici del Dragone Nero, essendo egli membro dell'organizzazione.
Mortal Kombat X e Mortal Kombat 11
In Mortal Kombat X, Kabal è uno dei guerrieri non morti al servizio di Quan Chi; compare solo in alcune scene e non è giocabile. In Mortal Kombat XI torna ad essere un personaggio giocabile e nella modalità storia compare in due versioni differenti. La prima è la versione revenant del presente, al servizio della versione non morta di Liu Kang, la seconda è quella del passato, portata nel presente dai poteri di Kronika. Quest'ultima versione di Kabal è ancora membro del Dragone Nero e ad essa Kano racconta del futuro che la aspetta: ustionata, uccisa e infine trasformata in non morto. Kano, tuttavia, mente a Kabal, sostenendo sia stata Sonya Blade a ridurlo in tale stato. Il Kabal del passato cerca così di uccidere Sonya, durante un incontro nell'arena del Dragone Nero, ma viene sconfitto.
Nel suo finale, Kabal sconfigge Kronika e la convince a utilizzare il potere della clessidra per cambiare il proprio futuro. Ora Kabal è ricchissimo e potente, sposato con Sareena (ex-servitrice di Quan Chi) e hanno due figli.

## Apparizioni
- Mortal Kombat 3
- Ultimate Mortal Kombat 3
- Mortal Kombat Trilogy
- Mortal Kombat: Deception
- Mortal Kombat: Unchained
- Mortal Kombat: Armageddon
- Mortal Kombat IX
- Mortal Kombat X (cameo, non giocabile)
- Mortal Kombat 11